# Крабови паяци
Крабовите паяци (Thomisidae) са семейство аранеоморфни паяци (Araneomorphae), включващо около 175 рода и над 2 100 вида. Наричат се още цветни паяци, поради това, че основното им местообитание е по цветята.

## Разпространение и местообитание
Тези паяци са разпространени по целият свят. Срещат се в гората, в градините и посевите. По-често през пролетта и лятото, скрити в цветята и храстите в очакване на плячка. В Европа един от най-разпространените видове е флориколния крабов паяк.

## Описание
Размерите им варират от 4 до 14 mm. Имат къс и заоблен корем. Първите две двойки крайници се използват за лов и са по-силни, по-големи и космати, а другите две двойки са по-малки и обикновено се използват само за ходене. При някои мъжки предните крайници може да бъдат от три до пет пъти по-дълги от задните. Предните две двойки крайници са леко свити в положение на покой. Същите дават възможност на крабовите паяци да вървят настрани, като раци, от където идва и името им (от английски: crab [краб] – морски рак).
Окраската им може да бъде бяла, розова или жълта, подходяща за камуфлаж сред цветята, където те ловуват. Женските имат розови гърди, а мъжките – кафяви. Някои от видовете могат да променят цвета си.
Тяхното зрение е отлично и сходно с това на скачащите паяци. Обикновено имат две големи очи, които гледат напред и шест други по-малки за странично наблюдение.
Женските крабови паяци са сравнително по-големи от мъжките. При някои видове половият диморфизъм е относително слаб – женският флориколен крабов паяк е приблизително два пъти размера на мъжкият. В други случаи обаче, разликата може да е изключително голяма, като например при жълтия крабов паяк, където средно женските са около 60 пъти по-масивни от мъжките.

## Хранене
Крабовите паяци имат мощна отрова срещу насекоми, която им позволява да бъдат ефективни хищници. Те са в състояние да убият пчела. Хранят се също с нектара на цветята и други малки насекоми.

## Класификация
Семейство Крабови паяци
- Род Acentroscelus Simon, 1886
- Род Acrotmarus Tang & Li, 2012
- Род Alcimochthes Simon, 1885
- Род Amyciaea Simon, 1885
- Род Angaeus Thorell, 1881
- Род Ansiea Lehtinen, 2004
- Род Aphantochilus Pickard-Cambridge, 1871
- Род Apyretina Strand, 1929
- Род Australomisidia Szymkowiak, 2014
- Род Avelis Simon, 1895
- Род Bassaniana Strand, 1928
- Род Bassaniodes Pocock, 1903
- Род Boliscodes Simon, 1909
- Род Boliscus Thorell, 1891
- Род Bomis L. Koch, 1874
- Род Bonapruncinia Benoit, 1977
- Род Boomerangia Szymkowiak, 2014
- Род Borboropactus Simon, 1884
- Род Bucranium Pickard-Cambridge, 1881
- Род Camaricus Thorell, 1887
- Род Carcinarachne Schmidt, 1956
- Род Cebrenninus Simon, 1887
- Род Ceraarachne Keyserling, 1880
- Род Cetratus Kulczyński, 1911
- Род Coenypha Simon, 1895
- Род Coriarachne Thorell, 1870
- Род Corynethrix L. Koch, 1876
- Род Cozyptila Lehtinen & Marusik, 2005
- Род Crockeria Benjamin, 2016
- Род Cymbacha L. Koch, 1874
- Род Cymbachina Bryant, 1933
- Род Cynathea Simon, 1895
- Род Cyriogonus Simon, 1886
- Род Deltoclita Simon, 1887
- Род Demogenes Simon, 1895
- Род Diaea Thorell, 1869
- Род Dietopsa Strand, 1932
- Род Dimizonops Pocock, 1903
- Род Diplotychus Simon, 1903
- Род Domatha Simon, 1895
- Род Ebelingia Lehtinen, 2004
- Род Ebrechtella Dahl, 1907
- Род Emplesiogonus Simon, 1903
- Род Epicadinus Simon, 1895
- Род Epicadus Simon, 1895
- Род Epidius Thorell, 1877
- Род Erissoides Mello-Leitão, 1929
- Род Erissus Simon, 1895
- Род Felsina Simon, 1895
- Род Firmicus Simon, 1895
- Род Geraesta Simon, 1889
- Род Gnoerichia Dahl, 1907
- Род Haedanula Caporiacco, 1941
- Род Haplotmarus Simon, 1909
- Род Hedana L. Koch, 1874
- Род Henriksenia Lehtinen, 2004
- Род Herbessus Simon, 1903
- Род Heriaesynaema Caporiacco, 1939
- Род Heriaeus Simon, 1875
- Род Heterogriffus Platnick, 1976
- Род Hewittia Lessert, 1928
- Род Hexommulocymus Caporiacco, 1955
- Род Holopelus Simon, 1886
- Род Ibana Benjamin, 2014
- Род Indosmodicinus Raychaudhuri, 2010
- Род Indoxysticus Benjamin & Jaleel, 2010
- Род Iphoctesis Simon, 1903
- Род Isala L. Koch, 1876
- Род Isaloides Pickard-Cambridge, 1900
- Род Lampertia Strand, 1907
- Род Latifrons Kulczyński, 1911
- Род Ledouxia Lehtinen, 2004
- Род Lehtinelagia Szymkowiak, 2014
- Род Leroya Lewis & Dippenaar-Schoeman, 2014
- Род Loxobates Thorell, 1877
- Род Loxoporetes Kulczyński, 1911
- Род Lycopus Thorell, 1895
- Род Lysiteles Simon, 1895
- Род Massuria Thorell, 1887
- Род Mastira Thorell, 1891
- Род Mecaphesa Simon, 1900
- Род Megapyge Caporiacco, 1947
- Род Metadiaea Mello-Leitão, 1929
- Род Micromisumenops Tang & Li, 2010
- Род Misumena Latreille, 1804
- Род Misumenoides Pickard-Cambridge, 1900
- Род Misumenops Pickard-Cambridge, 1900
- Род Misumessus Banks, 1904
- Род Modysticus Gertsch, 1953
- Род Monaeses Thorell, 1869
- Род Musaeus Thorell, 1890
- Род Mystaria Simon, 1895
- Род Narcaeus Thorell, 1890
- Род Nyctimus Thorell, 1877
- Род Ocyllus Thorell, 1887
- Род Onocolus Simon, 1895
- Род Ostanes Simon, 1895
- Род Oxytate L. Koch, 1878
- Род Ozyptila Simon, 1864
- Род Pactactes Simon, 1895
- Род Pagida Simon, 1895
- Род Parabomis Kulczyński, 1901
- Род Parasmodix Jézéquel, 1966
- Род Parastrophius Simon, 1903
- Род Parasynema Pickard-Cambridge, 1900
- Род Pasias Simon, 1895
- Род Pasiasula Roewer, 1942
- Род Peritraeus Simon, 1895
- Род Phaenopoma Simon, 1895
- Род Pharta Thorell, 1891
- Род Pherecydes Pickard-Cambridge, 1883
- Род Philodamia Thorell, 1894
- Род Philogaeus Simon, 1895
- Род Phireza Simon, 1886
- Род Phrynarachne Thorell, 1869
- Род Physoplatys Simon, 1895
- Род Pistius Simon, 1875
- Род Plancinus Simon, 1886
- Род Plastonomus Simon, 1903
- Род Platyarachne Keyserling, 1880
- Род Platythomisus Doleschall, 1859
- Род Poecilothomisus Simon, 1895
- Род Porropis L. Koch, 1876
- Род Pothaeus Thorell, 1895
- Род Prepotelus Simon, 1898
- Род Pseudamyciaea Simon, 1905
- Род Pseudoporrhopis Simon, 1886
- Род Pycnaxis Simon, 1895
- Род Pyresthesis Butler, 1880
- Род Reinickella Dahl, 1907
- Род Rejanellus Lise, 2005
- Род Rhaebobates Thorell, 1881
- Род Runcinia Simon, 1875
- Род Runcinioides Mello-Leitão, 1929
- Род Saccodomus Rainbow, 1900
- Род Scopticus Simon, 1895
- Род Sidymella Strand, 1942
- Род Simorcus Simon, 1895
- Род Sinothomisus Griswold & Peng, 2006
- Род Smodicinodes Ono, 1993
- Род Smodicinus Simon, 1895
- Род Soelteria Dahl, 1907
- Род Spilosynema Tang & Li, 2010
- Род Stephanopis Pickard-Cambridge, 1869
- Род Stephanopoides Keyserling, 1880
- Род Stiphropella Lawrence, 1952
- Род Stiphropus Gerstäcker, 1873
- Род Strigoplus Simon, 1885
- Род Strophius Keyserling, 1880
- Род Sylligma Simon, 1895
- Род Synaemops Mello-Leitão, 1929
- Род Synalus Simon, 1895
- Род Synema Simon, 1864
- Род Tagulinus Simon, 1903
- Род Tagulis Simon, 1895
- Род Takachihoa Ono, 1985
- Род Talaus Simon, 1886
- Род Tarrocanus Simon, 1895
- Род Taypaliito Barrion & Litsinger, 1995
- Род Tharpyna L. Koch, 1874
- Род Tharrhalea L. Koch, 1875
- Род Thomisops Karsch, 1879
- Род Thomisus Walckenaer, 1805
- Род Titidiops Mello-Leitão, 1929
- Род Titidius Simon, 1895
- Род Tmarus Simon, 1875
- Род Tobias Simon, 1895
- Род Trichopagis Simon, 1886
- Род Ulocymus Simon, 1886
- Род Uraarachne Keyserling, 1880
- Род Wechselia Dahl, 1907
- Род Xysticus C. L. Koch, 1835
- Род Zametopias Thorell, 1892
- Род Zametopina Simon, 1909
- Род Zygometis Simon, 1901

Измрели родове
- Род †Ecotona Lin, Zhang & Wang, 1989
- Род †Facundia Petrunkevitch, 1942
- Род †Fiducia Petrunkevitch, 1950
- Род †Filiolella Petrunkevitch, 1955
- Род †Heterotmarus Wunderlich, 1988
- Род †Komisumena Ono, 1981
- Род †Miothomisus Zhang, Sun & Zhang, 1994
- Род †Palaeoxysticus Wunderlich, 1985
- Род †Parvulus Zhang, Sun & Zhang, 1994
- Род †Succinaenigma Wunderlich, 2004
- Род †Succiniraptor Wunderlich, 2004
- Род †Syphax C. L. Koch & Berendt, 1854
- Род †Thomisidites Straus, 1967
- Род †Thomisiraptor Wunderlich, 2004